# 巴基斯坦國防部
巴基斯坦國防部（Wazarat-e-Difa，可縮寫為MoD）是巴基斯坦政府其中一個部會，負責保衛巴基斯坦國內和國外的利益，下轄巴基斯坦武裝力量，並與巴基斯坦國內、外的政府機構進行協調。
在巴基斯坦憲法的第二章第十二部分中，對巴基斯坦國防部的職能以及存在，做了法律的規範及定義。軍方裝備的採購、生產和銷毀工作，在2004年轉移給了巴基斯坦國防生產部。就預算和人員而言，國防部皆屬巴基斯坦聯邦政府部門中最大的部會之一。

## 國防部長
巴基斯坦國防部部長為巴基斯坦內閣成員之一，掌管巴基斯坦武裝力量。現任國防部部長為佩爾維斯·汗·哈塔克。巴基斯坦國防秘書為國防部中最高級的行政官員，近幾十年中通常由退休的巴基斯坦軍官擔任。國防秘書下的助理秘書，通常由其相對軍種職務的現役將官擔任。巴基斯坦國防部的高層組織：
- 國防部長（Minister of Defence）
  - 國防部國務部長（Minister of State for Defence）
  - 國會國防秘書（Parliamentary Secretary for Defence）
  - 國防秘書
    - 第一助理秘書（陸軍）
      - 第一聯席秘書（陸軍）
      - 第二聯席秘書

    - 第二助理秘書（行政/空軍）
      - 第五聯席秘書（預算以及公共關係委員會）
      - 第七聯席秘書（空軍）

    - 第三助理秘書（海軍）
      - 第二聯席秘書（海軍以及海事）
      - 第六聯席秘書（跨兵種）

## 歷史
巴基斯坦國防部源自於1776年英國東印度公司在加爾各答所建立的「軍事部」（Military Department）。該部主要的工作是協調，和記錄東印度公司各政府部門與陸軍有關的命令。軍事部最初作為公共部的下轄機構，並持有陸軍人員的名冊。隨著1947年巴基斯坦獨立，巴基斯坦國防部在同年8月於喀拉蚩成立，由總理利雅卡特·阿里·汗兼任國防部長一職，伊斯坎德爾·米爾扎則擔任國防秘書。英軍的將官直到1956年為止，一直擔任巴基斯坦陸海空三軍的總司令。1959年12月，因為阿尤布·汗軍政府的伊斯蘭馬巴德-拉瓦爾品第都會圈計畫，巴基斯坦聯邦首都暫時遷至拉瓦爾品第。拉瓦爾品第的陸軍總部鄰近地區，在決定遷都的過程中，有著重要作用。1972年5月，總統佐勒菲卡尔·阿里·布托因為先前的戰爭中，各軍種難以互相協調而受到批評，因此下令將各軍種的總部遷到伊斯蘭馬巴德。1974年，海軍總部首先完工，它從卡拉奇遷移到了伊斯蘭馬巴德E9區，1983年空軍總部完工，並從白沙瓦遷移至伊斯蘭馬巴德E10區。巴基斯坦總統佩爾韋茲·穆沙拉夫在拉瓦爾品第遭遇了兩次失敗的暗殺行動後，決定重啟2004年的計畫，將國防部各個機構，移動到國防部所在的伊斯蘭馬巴德E10區，四個軍種的總部將比鄰於國防部旁。2008年穆沙拉夫被強迫辭職後，該計畫隨即被以成本過高的理由取消。現今，巴基斯坦國防部坐落於拉瓦爾品第的「加爾各答大廈」（Calcutta House）中。此外，拉瓦爾品第還有數個重要機構的總部，包括：國防生產部、聯席參謀總部以及陸軍總司令部。空軍總部和空軍總部則位於伊斯蘭馬巴德。

## 組織構造
下列為巴基斯坦國防部的組織構造：
- 巴基斯坦參謀聯席委員會（英语：Joint Chiefs of Staff Committee, Pakistan）
  - 三軍公共關係部（英语：Inter Services Public Relations）
  - 三軍選拔委員會（英语：Inter Services Selection Board）
  - 巴基斯坦國防大學（英语：National Defence University, Pakistan）
  - 國家指揮局（英语：Strategic Plans Division）
    - 國家工程及科學委員會（英语：National Engineering and Scientific Commission）
      - 國防科學與科技組織（英语：Defence Science and Technology Organization (Pakistan)）
      - 航空武器綜合體（英语：Air Weapons Complex）
      - 國防綜合體（英语：National Defence Complex）
      - 可汗研究實驗室（英语：Kahuta Research Laboratories）

  - 軍事工程部隊（英语：Engineer-in-Chief (Pakistan Army)）
- 巴基斯坦三軍情報局
- 巴基斯坦陸軍
  - 巴基斯坦國民兵（英语：National Guard of Pakistan）
  - 邊境工程組織（英语：Frontier Works Organisation）
- 巴基斯坦空軍
- 巴基斯坦海軍
  - 巴基斯坦海軍陸戰隊（英语：Pakistan Marines）
  - 海事安全局（英语：Maritime Security Agency）
- 巴基斯坦武裝部隊委員會（Pakistan Armed Services Board）
- 軍事財務部（Military Accounts Department）
- 軍事土地及駐地部（英语：Cantonments (Pakistan)）
- 巴基斯坦土地測繪局（英语：Survey of Pakistan）
- 許多巴基斯坦的半軍事組織，如：巴基斯坦遊騎兵（英语：Pakistan Rangers）、吉爾吉特-巴爾蒂斯坦偵察部隊（英语：Gilgit Baltistan Scout）、邊境軍團（英语：Frontier Corps）和巴基斯坦海岸巡防隊（英语：Pakistan Coast Guards），雖然由巴基斯坦陸軍指揮，其中的軍官職務也由陸軍派任，但行政和財務上皆由巴基斯坦內政部（英语：Ministry of the Interior (Pakistan)）管理。
- 特別通訊組織（英语：Special Communications Organization）為資訊科技暨電子通訊部（英语：Ministry of Information Technology and Telecommunication）下的一個行政單位，但由巴基斯坦陸軍通訊兵團（英语：Pakistan Army Corps of Signals）負責運作。該組職在1976年7月成立，任務是為自由克什米爾和吉爾吉特-巴爾蒂斯坦的政府及人民提供電子通訊服務。
- 2013年，機場保安部隊（英语：Airports Security Force）、巴基斯坦国际航空、巴基斯坦民航管理局（英语：Pakistan Civil Aviation Authority）一起從國防部轉移給內閣秘書處新成立的航空部門。由一名高階公務員監管，並對總理負責。
- 國防部下的國防生產部門在1972年由佐勒菲卡爾·阿里·布托總統下令成立，該部門吸收了巴基斯坦兵工廠的現有設備，監督諸如巴基斯坦塔克西拉重工（英语：Heavy Industries Taxila）、巴基斯坦航空綜合體（英语：Pakistan Aeronautical Complex）等企業的建立。2004年，總統佩爾韋茲·穆沙拉夫決定將其分立出來，升格成為國防生產部（英语：Ministry of Defence Production (Pakistan)）。
- 2000年2月巴基斯坦國家指揮局（英语：National Command Authority (Pakistan)）成立後，戰略計畫部門開始監督巴基斯坦核威懾力的有關組織及企業，包括巴基斯坦核能源委員會（英语：Pakistan Atomic Energy Commission）、巴基斯坦科學與科技部（英语：Ministry of Science and Technology (Pakistan)）、巴基斯坦國防生產部（英语：Ministry of Defence Production (Pakistan)）等。

## 資料來源
1. ↑  . Al Jazeera. 2019-02-26  [2019-07-02]. （原始内容存档于2019-07-02）.
2. ↑  . Global Fire Power. 2019-06-30  [2019-07-07]. （原始内容存档于2019-07-29）.
3. ↑   (PDF). Stockholm International Peace Research Institute. 2019  [2019-07-02]. （原始内容存档 (PDF)于2019-07-11）.
4. ↑  .   [2019-11-08]. （原始内容存档于2012-02-05）.
5. 1 2 3   (PDF). 巴基斯坦國防部.   [2019-11-09]. （原始内容 (PDF)存档于2018-04-04）.
6. 1 2  Junaidi, Ikram. . Dawn. 2015-10-23  [2019-11-07]. （原始内容存档于2019-11-07）.
7. ↑  .   [2019-11-07]. （原始内容存档于2019-11-07）.

## 外部連結
- 巴基斯坦國防部官網 （页面存档备份，存于）